# Beatrix Francouzská
Beatrix Francouzská (938 – 23. září 987) byla hornolotrinská vévodkyně a v letech 978 až 980 regentka.

## Život
Byla dcerou vévody Huga Velikého a Hedviky Saské a neteří Oty I. Velikého. V roce 954 se provdala za Fridricha I. Hornolotrinského. Po manželově smrti se stala regentkou za svého nezletilého syna Dětřicha. V roce 983 odcestovala ke dvoru Oty II. do Verony.